# زواج المسيار
زواج المسيار أو زواج الإيثار هو مصطلح يشير إلى عقد زواج ينطوي على أن يعقد الرجل المسلم زواجه على امرأة عقدًا شرعيًا مستوفي الأركان وتوافق الزوجة على التنازل عن السكن والنفقة. وزواج المسيار غير محلل بشكل كامل عند طائفة أهل السنة والجماعة.
ومن الذين قالوا بإباحته مع الكراهة الشيخ القرضاوي  والشيخ عبد العزيز بن باز  ،وقد تداولته وسائل الإعلام وأوساط المجتمع إما بالنقاش أو الانتقاد أو الدفاع أو التشكيك في كونه مباحا، حتى أصدرت بعض الجهات المختصة فتواها بمشروعية زواج المسيار مثل مجمع البحوث الإسلامية.

## الفرق بين زواج المسيار والزواج العرفي
- زواج المسيار يوثق في الدوائر الحكومية، ولكن الزواج العرفي لا يوثق أبداً.
- في الزواج العرفي تترتب عليه جميع آثاره الشرعية بما فيها حق النفقة والمبيت، ولكن في زواج المسيار يُتفق على إسقاط حق النفقة والمبيت (السكن).

## مواقف الفقهاء المعاصرين من زواج المسيار
تباينت مواقف الفقهاء المعاصرين من زواج المسيار بناءً على تقديرهم للمصالح والمفاسد المترتبة على هذا النوع من الزواج، بالإضافة إلى مقدار تحقيقه لمقاصد الشريعة الإسلامية في عقد النكاح، ويمكن تصنيفهم إلى ثلاثة آراء:
- المانعون:  وهم مَن رأوا أن زواج المسيار وإن كان صحيحًا في توافر الأركان والشروط إلا أنه مخالف لمقاصد الشريعة من تشريع الزواج في تحقيق المودة والسكنى ونحوهما من المقاصد السامية.
- المجيزون: وهم الذين رأوا أن العقد قد تحققت جميع أركانه وشروطه فلا سبيل للقول بحرمته أو منعه، بالإضافة إلى تحقيقه لمصالح بعض الأزواج الذين لا تمكنهم ظروفهم من الزواج العادي وإن قالوا أن الزواج العادي أفضل منه وأقرب إلى روح التشريع.
- وأما ما يذكره المانعون من مفاسد فهي موجودة في الزواج العادي مثل كثرة الطلاق ونحوه.
- المجيزون مع الكراهة: وهم الذين أجازوا زواج المسيار ولكنهم صرحوا بكراهته نظرًا لما يرون فيه من امتهان للمرأة وكرامتها.[5]

## محاسن زواج المسيار و مساوئه
لزواج المسيار محاسن ومساوئ، وبناءً على ترجّح المساوئ على المحاسن أو العكس كان موقف الكثير من الفقهاء.

### محاسن زواج المسيار
يرى بعض الباحثين أن لزواج المسيار محاسن وإن كان لا يحقق جميع جوانب الحياة الزوجية التي ينشدها الإسلام في الزواج، ومن أبرز هذه المحاسن :
1. يراعي ضرورات الحياة : يقول القرضاوي : إن هذا الزواج ليس هو الزواج الإسلامي المنشود؛ ولكنه الزواج الممكن والّذي أوجبته ضرورات الحياة وعدم تحقيق الأهداف لا يبطل الزواج إنما يخدشه.[7][8]
2. إعفاف أكبر قدر ممكن من النساء. وهو من أعظم الأمور في محاربة الزنا.[9]

### مساوئ زواج المسيار
يرى البعض أن لزواج المسيار مساوئ أكثر من محاسنه، ومن أبرز هذه المساوئ :
1. قد يؤدّي إلى نشأة أطفال بآباء بلا أمهات أو أمهات بلا آباء.
2. حرمان المرأة التي تقبل الزواج المسيار من حقوقها الطبيعية التي يفترض أن يحققها الزواج من استقرار ومسؤوليّة وإشهار ونفقة ومبيت ومسكن وأحياناً تُحرم حتى من الذريّة حيث يشترط الكثير من الرجال في زواج المسيار عدم الإنجاب.
3. عدم توفّر إعفاف للمرأة في بعض الحالات؛ وذلك لعدم تواجد الزوج بشكل طبيعي خاصّةً إذا لم يوجد لدى الزوجة الوازع الديني.
4. يحرم كثيراً من النساء الراغبات في الزواج من حقهنّ في الزواج الشرعيّ المعروف والّذي يتضمن الإشهار والنفقة والسكن وحقّ الإنجاب وقلّل خياراتهنّ ليقبلنّ بِالمسيار.[10]

## أقرأ أيضًا
- زواج المصالح
- زواج المتعة
- الزواج العرفي